# Jarosław Duda
Jarosław Duda-Latoszewski (Wrocław; 29 de Abril de 1964 — ) é um político da Polónia. Ele foi eleito para a Sejm em 25 de Setembro de 2005 com 5901 votos em 3 no distrito de Wrocław, candidato pelas listas do partido the Platforma Obywatelska.
Ele também foi membro da Sejm 2001-2005.